# Camp Crook
Camp Crook est une municipalité américaine située dans le comté de Harding, dans l'État du Dakota du Sud.
Selon le recensement de 2010, Camp Crook compte 63 habitants. La municipalité s'étend sur 0,14 milles carrés (0,36 km2).
Fondée vers 1885, la localité doit son nom au général George Crook.

## Démographie
| 1910 | 1920 | 1930 | 1940 | 1950 | 1960 |
| ---- | ---- | ---- | ---- | ---- | ---- |
| 120  | 163  | 161  | 227  | 122  | 90   |

| 1970 | 1980 | 1990 | 2000 | 2010 | - |
| ---- | ---- | ---- | ---- | ---- | - |
| 150  | 100  | 146  | 56   | 63   | - |